# Harpalus atratus
Harpalus atratus es una especie de escarabajo del género Harpalus, familia Carabidae. Fue descrita científicamente por Latreille en 1804.
Habita en Gran Bretaña, Francia, Bélgica, Países Bajos, Alemania, Suiza, Austria, Chequia, Eslovaquia, Hungría, Polonia, Ucrania, España, Italia, Eslovenia, Croacia, Bosnia y Herzegovina, Yugoslavia, Macedonia del norte, Albania, Grecia, Bulgaria, Rumania, Moldavia, Siria, Turquía, Georgia, Armenia, Azerbaiyán y Rusia.